# Raimundo Ferreira Ramos Júnior
Raimundo Ferreira Ramos Júnior, conegut com a Júnior Baiano, (14 de març de 1970) és un exfutbolista brasiler.

## Selecció del Brasil
Va formar part de l'equip brasiler a la Copa del Món de 1998.